# Graptomyza completa
Graptomyza completa är en tvåvingeart som beskrevs av Huo, Ren och Zheng 2007. Graptomyza completa ingår i släktet Graptomyza och familjen blomflugor.
Artens utbredningsområde är Sichuan (Kina). Inga underarter finns listade i Catalogue of Life.